# Duresa Shore
Es basa en la reacció elàstica del material quan hi deixem caure al damunt un material més dur.
Si el material és tou absorbeix l'energia del xoc, si el material és dur produeix un rebot l'altura del qual es mesura.
La pràctica es realitza en un "escleròmetre" o "escleroscopi", aparell format per un tub de vidre de 300 mm d'alçada, per l'interior del qual cau un martell amb punta de diamant arrodonida de 2,36 g. L'alçada de la caiguda és de 254 mm i l'escala està dividida en 140 divisions

## Nomenclatura: X X X HS

### Condicions d'assaig
1. Superfície plana, neta, polida i perpendicular a l'escleròmetre.
2. Fer 3 assaigs i cada vegada en llocs diferents (enduriment de la superfície pel xoc).

## Avantatges del mètode Shore
1. No produeix pràcticament cap empremta al material assajat.
2. Permet mesurar duresa superficial de peces acabades.
3. És l'únic assaig no destructiu per mesurar dureses.

## Mètode Dinàmic per a assaig de la duresa al rebot (L)
Aquest mètode es basa en les mesures de les velocitats d'impulsió i rebot d'un cos mòbil impulsat per un ressort contra la superfície del material metàl·lic a assajar.
Existeixen corbes de relació de L amb HB (Duresa Brinell) i HRC (Duresa Rockwell a l'utilitzar el con de diamant).
El temps d'assaig és de 2 s i el duròmetre pot estar en qualsevol posició (horitzontal, vertical, inclinat ...), només cal després restar del resultat 10 si estava horitzontal, i diferents valors (18 -- 26) si estava invertit.

## Ús industrial
Peces de mida petita, mapes de duresa d'una mateixa peça.
Però sempre del mateix material.

## Avantatges
Operari no qualificat, resultats independents de l'operari

## Duresa per rebot - Duroscopi

### Duresa pendular
Es basa en la resistència que oposa un material que oscil·li un pèndol sobre ell. Serveix per materials amb reacció elàstica molt alta.
Consisteix en 2 pèndols, un es recolza sobre un eix de quars i l'altre sobre el material a assajar. Es deixen caure i comencen a oscil·lar, com són diferents materials tenen diferents dureses, després hi ha una descompensació d'oscil·lacions, quan les oscil·lacions coincideixen de nou es mesura el temps que han trigat a coincidir i després amb aquest temps es tradueix a la duresa corresponent.

### Mètode UCI
És un aparell portàtil, amb un penetrador piramidal de 136 º entre cares de diamant. Es posa el penetrador que vibra amb una freqüència i una càrrega de 5 kp. Segons l'empremta que produeix es genera una freqüència de ressonància, que és traduïda per l'aparell a la dada numèric de la duresa que es troba seleccionat, ja que ens pot donar qualsevol (HBS, HRx, HV…). Hi ha una relació directa entre la freqüència de ressonància i la duresa del material.
- Relació de HBS amb HRB i HRc.

## Fórmules empíriques de tolerància ± 10%
Amb això queden explicats els assaigs de duresa per a qualsevol tipus de material, en no haver pogut trobar res sobre els assaigs de duresa en els materials plàstics.

## Duròmetre de diversos materials comuns

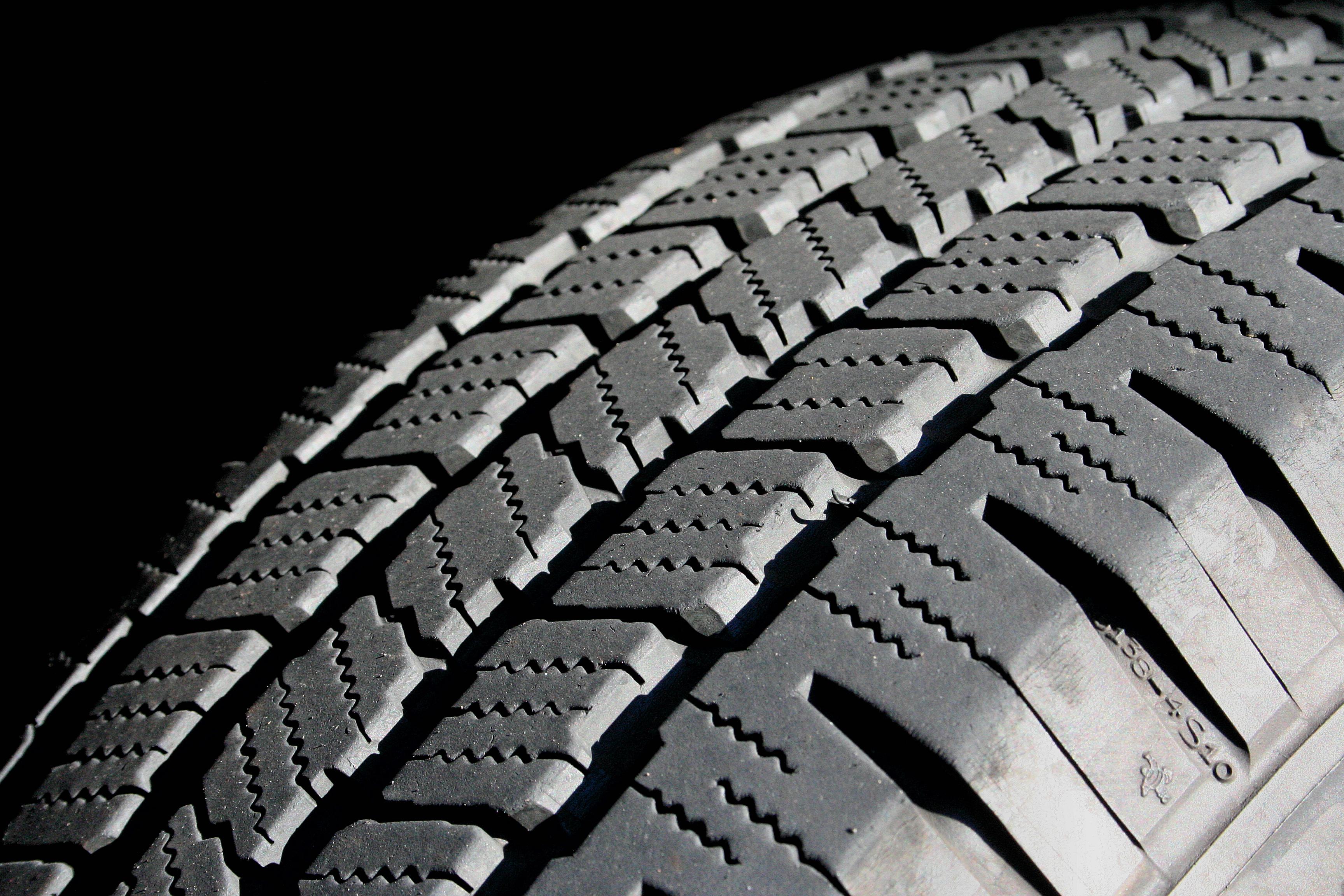
Una coberta vehicular, un dels molts objectes de goma o polímer categoritzats per la seva duresa duròmetre ; típicament van de 50A to 70A, depenent de la seva aplicació

| Material                 | Duròmetre | Escala |
| ------------------------ | --------- | ------ |
| Nucli dur                | 75        | D      |
| Goma ebonita             | 100       | A      |
| Roda dura de monopatí    | 98        | A      |
| Rodes sòlides de tractor | 50        | D      |
| Roda tova de monopatí    | 75        | A      |
| Pegat de roda de vehicle | 70        | A      |
| Segellador de portes     | 55        | A      |
| Banda de goma            | 25        | A      |
| Sorbothane               | 40        | OO     |
| Sorbothane               | 0         | A      |
| Cola de bicicleta        | 15-30     | OO     |
| Goma de mastegar         | 20        | OO     |